# Giovanna Astrua
Giovanna Astrua (également Astroa ; née en 1720 à Graglia près de Vercelli ; morte le 28 octobre 1757 près de Turin), est une chanteuse d'opéra italienne (soprano ou soprano colorature) qui travaille à Naples, et au Staatsoper Unter den Linden, entre autres. Elle est considérée comme « la plus belle voix d'Europe » par Voltaire.

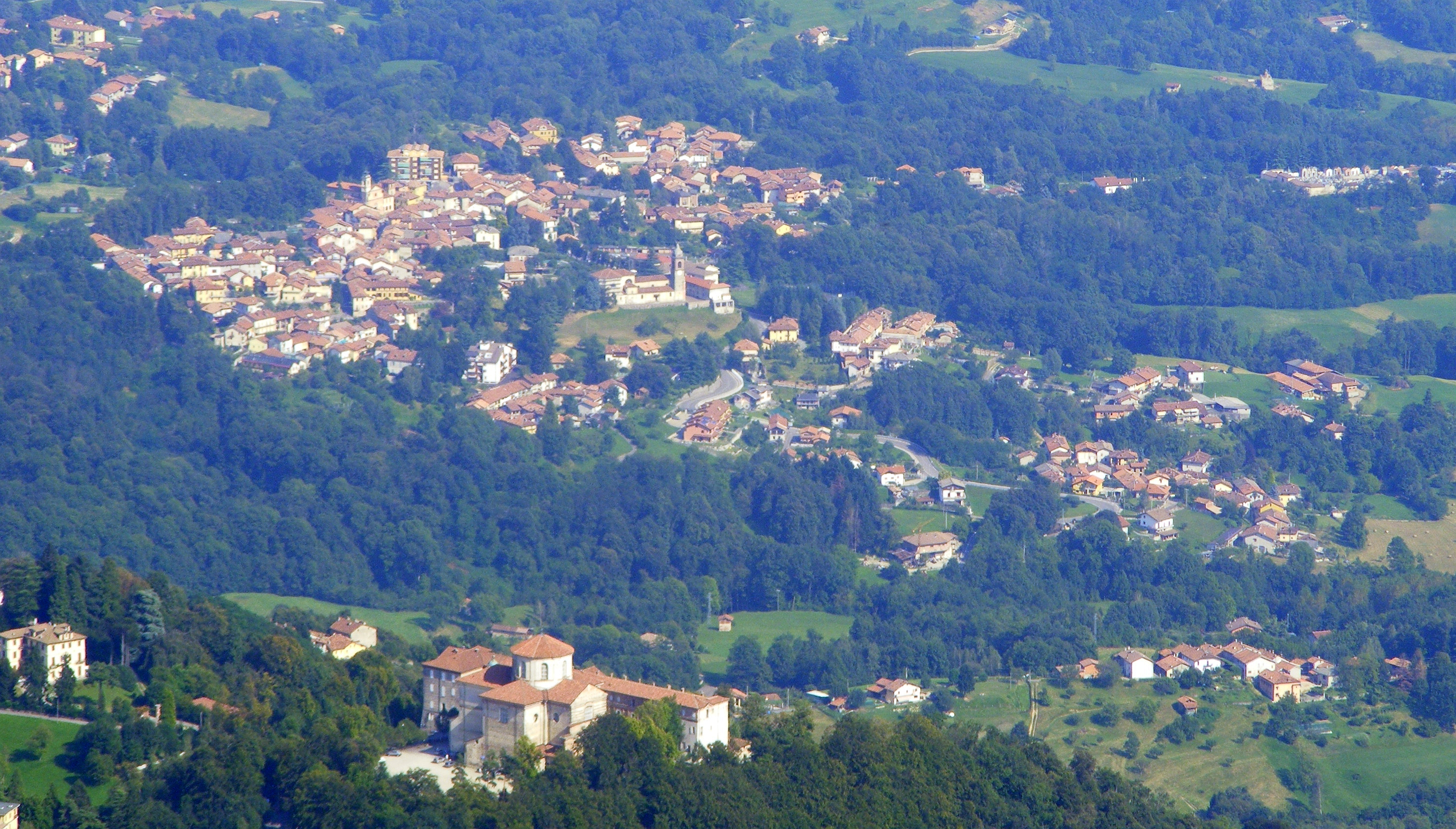
Panorama de Graglia

## Biographie
« À l'opéra est dû le prix de la joie, / Où tous, cour et ville, comme enivrés, / Écoutez le chant de maître d'Astrua », indiquait Frédéric le Grand.
On sait peu de choses sur sa jeunesse. Giovanni Battista Mancini rapporte qu'elle a étudié le chant avec Ferdinando Brivio à Milan.

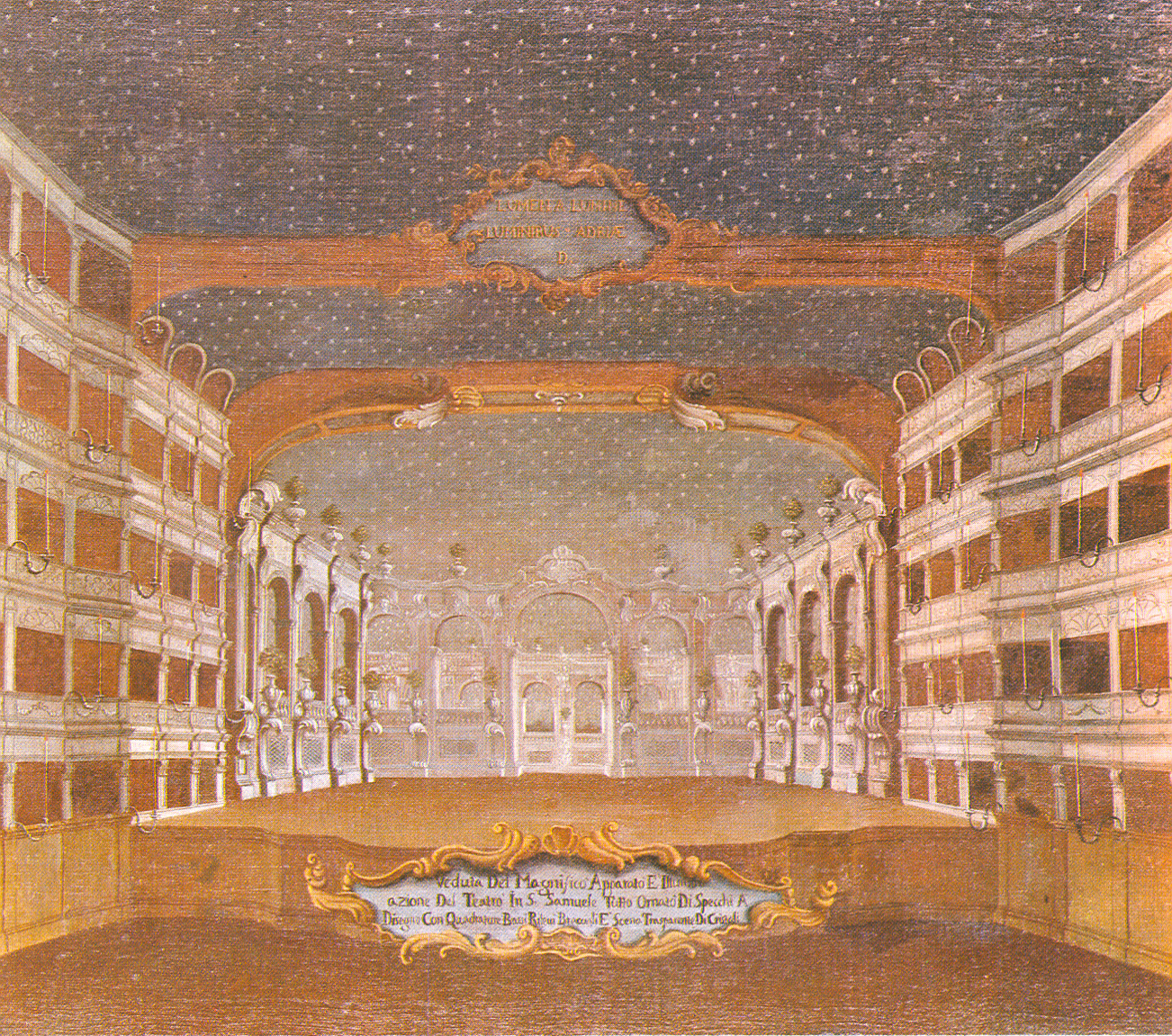
Teatro San Samuele

Giovanna Astrua fait ses débuts lors de la saison 1738-1739 au Teatro Regio de Turin, dans La clemenza di Tito de Giuseppe Arena et dans Il Ciro riconosciuto de Leonardo Leo,, aux côtés de notables tels que Francesca Cuzzoni et le soprano dite « Gizziello », Gioacchino Conti (voir liste du répertoire ci-dessous). Elle est alors au service de Carlo Emanuele di Savoia, mais se produit également dans les opéras de Venise, Alessandria et Gênes, avec notamment Creusa de Pietro Leone Cardena au Teatro San Samuele de Venise,
En 1741, elle se rend à Naples, où elle est engagée comme prima donna au Teatro San Carlo, l'un des plus importants opéras italiens, jusqu'en 1747. Elle y a chanté lors de la création d'opéras de Domenico Sarro, Leonardo Leo, Leonardo Vinci, Giuseppe de Majo et Gennaro Manna, et dans toute une série de reprises d'œuvres de Johann Adolph Hasse.
Son partenaire de scène en tant que primo uomo durant ces années était Caffarelli  qui était non seulement l'un des castrats les plus célèbres de l'époque mais aussi connu pour son caractère difficile, et avec lequel l'Astrua n'a apparemment pas toujours eu la vie facile. Une anecdote rapporte qu'en janvier 1745, dans l'Antigono de Hasse au cours d'un duo mixte, il a tenté de « sortir » et d'embarrasser l'Astrua devant le public, si effrontément qu'il a été puni d'emprisonnement pour cela,.
Selon François-Joseph Fétis, le compositeur et chanteur de la cour prussienne Carl Heinrich Graun a entendu Astrua lors d'un voyage en Italie en 1745 et a été tellement fasciné par son talent qu'il l'a amenée à la cour royale de Berlin, où elle a été employée de 1747 à 1756.

Peu après son arrivée dans la capitale prussienne, Frédéric II de Prusse - lui-même grand connaisseur de musique, joueur de flûte et compositeur - fait son rapport à sa sœur Wilhelmine de Bayreuth le 20 juin 1747 : 

« [...] Cette chanteuse (l'Astrua ; note du V.) est vraiment étonnante ; elle fait des arpèges comme les violons, et chante tout ce que joue la flûte, avec une agilité et une vivacité infinies. Jamais la nature, depuis qu'elle a pris soin de fabriquer des gorges, n'a produit quelque chose de semblable. Cette femme, avec tous ses talents et sa belle voix, a aussi le mérite d'être très sensible, de bonne humeur et intelligente ; il est rare en effet de trouver autant de perfections à la fois. [...] »

— Frédéric le Grand

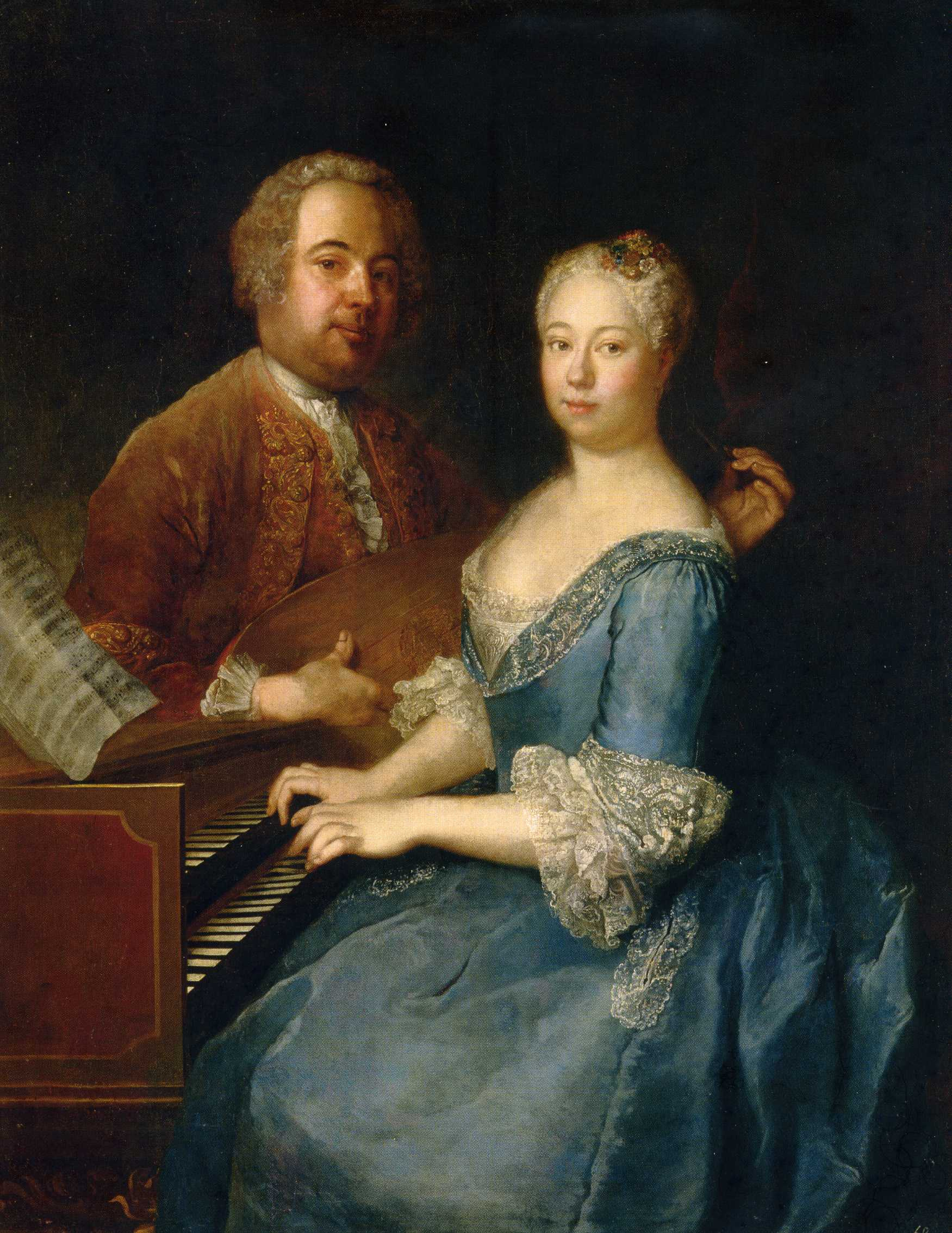
Carl Heinrich Graun et sa femme

À Berlin, Astrua chante principalement comme prima donna dans les opéras de Carl Heinrich Graun, dans Cinna (1748), Angelica e Medoro (1749), Fetonte, Mitridate (1750), Britannico (1751), Orfeo (1752), Silla (1753), Semiramide (1754), Montezuma et Ezio (1755). Graun a fait preuve de ses capacités exceptionnelles dans des airs de bravoure virtuoses, entre autres, comme le célèbre air « Mi paventi il figlio indegno » de Britannico (1751), qui faisait plus tard encore partie du répertoire de Gertrud Elisabeth Mara, Sophie Löwe et Pauline Viardot. Outre le roi et Graun, d'autres musiciens, tels que les frères Benda (Georg Anton, Franz et Joseph) et Carl Friedrich Fasch, considéraient Giovanna Astrua comme la meilleure chanteuse de son temps. Selon Pironti (auteur de l'article la concernant dans le dizionario biografico degli italiani), elle percevait un salaire annuel de 6000 thalers à Berlin ; selon des recherches plus récentes, elle n'en percevait pas autant, mais recevait tout de même la somme énorme de 4725 rikssthalers pendant la saison 1750-1751. Cela fait d'elle la musicienne la mieux payée de Berlin, devant le célèbre castrat et primo uomo Felice Salimbeni, qui a reçu 4440 riksdalers en même temps, tandis que le secondo uomo Porporino (Antonio Uberti) en a reçu 2000, Giovanna Gasparini 1800, et le ténor Antonio Romani seulement 1000 thalers. La précédente prima donna berlinoise, Giovanna Gasparini, est passée à la deuxième place en raison des fiançailles de Giovanna Astrua, si bien qu'elle ne chante plus que des rôles de seconda donna.
Astrua a également été dotée des plus somptueux costumes de scène : par exemple, en 1748, dans Cinna de Graun, dans son rôle d'Emilia, elle portait un costume consistant en « une robe supérieure dorée sur une robe inférieure argentée richement brodée ».
En 1750, avec le consentement de Frédéric II, elle est autorisée à se rendre à Turin pour jouer dans la sérénade de Baldassarre Galuppi : La vittoria d'Imeneo et dans un opéra de Giaì lors du mariage de Vittorio Amedeo di Savoia avec l'Infante espagnole Maria Antonia Ferdinanda (voir répertoire ci-dessous). En 1754, Astrua s'est rendu à Prague pour chanter devant l'impératrice Marie-Thérèse, qui aurait été très gentille avec elle, et l'aurait même oubliée lorsque l'empereur François-Étienne a flirté avec la chanteuse et lui a dit qu'il voulait être son « cicisbeo », lors de la première de l'opéra Montezuma, aujourd'hui le plus connu de Graun. Le 6 Janvier 1755, Giovanna Astrua chante le rôle d'Eupaforice, et selon Frédéric II, elle joue sa dernière scène « avec un pathétique admirable... ». Le dernier rôle que Graun a composé pour elle est Giocasta dans I fratelli nemici (création : 9 janvier 1756).
Elle rentre ensuite en Italie pour des raisons de santé, avec une pension de 1000 riksdalers par an, mais elle meurt peu de temps après à l'âge de 37 ans seulement, le 28 octobre 1757 dans sa villa près de Turin, d'une maladie pulmonaire.

## Voix, chant, jeu
Le pédagogue vocal Giovanni Battista Mancini a décrit l'art vocal de Giovanna Astrua comme suit :
« perché dotata di una voce agilissima, si applicò su questo genere con tale assiduità, che ridusse atta la sua voce a sorpassare qualunque difficoltà : cantò nondimeno a perfezione nel genere sostenuto, il quale fu da essa abbellito e ravvivato con tutti quei mezzi, che suol produrre la sensibilità, il sapore e la delicatezza di un ottimo gusto »
« étant douée d'une voix extrêmement agile, elle s'est consacrée à ce genre avec une telle persévérance que sa voix a vite pu maîtriser toutes les difficultés : néanmoins, elle a chanté avec perfection (aussi) dans le genre soutenu ("genere sostenuto"), qu'elle a embelli et animé de tous ces moyens qui seuls peuvent accroître la sensibilité, le jugement et la délicatesse d'un produit au goût excellent. [...] »
— Giovanni Battista Mancini
Gotthold Ephraim Lessing a rencontré la chanteuse à l'Opéra de Berlin et écrit :

« Astroa, excellente chanteuse, et tout aussi excellente actrice, aura peu de chanteurs d'opéra de son niveau. Elle comprend parfaitement la musique, tant la mélodie que l'harmonie, et sa voix naturellement d'une beauté exceptionnelle, qu'elle sait parfaitement utiliser grâce à son talent, lui donne l'avantage sur tous les chanteurs d'opéra de Berlin. Bien qu'elle soit déjà un peu âgée, elle possède non seulement le secret théâtral de se rajeunir comme un phénix, mais aussi l'art d'ajouter une valeur particulière à ses beaux traits de visage par ses gestes et ses postures tantôt majestueux, tantôt tendres. Elle a toujours les rôles principaux parmi les femmes, comme par exemple la personne de Rodelinde, d'Iphigénie, d'Angélique, etc. Nous devons nous souvenir d'un petit défaut chez elle. Il ne lui est pas donné d'être sérieux longtemps. Aussi souvent qu'elle a chanté une fois, elle se retourne et se divertit avec sa joyeuse compagnie. Elle peut cependant se forcer au moment où elle en a besoin. »

— Gotthold Ephraim Lessing.